# Elachiptera austriaca
Elachiptera austriaca är en tvåvingeart som beskrevs av Oswald Duda 1932. Elachiptera austriaca ingår i släktet Elachiptera och familjen fritflugor. Inga underarter finns listade i Catalogue of Life.